# The Case of the Counterfeit Eye
The Case of the Counterfeit Eye(O Caso do Olho de Vidro) é um livro do gênero Thriller Jurídico criado por Erle Stanley Gardner e publicado em 1935. É o 6º livro protagonizado pelo advogado criminalista Perry Mason e o primeiro com a participação do promotor de justiça Hamilton Burger. O livro gera polêmica pois os esforços desmedidos de Mason para defender seus clientes, quase o levam para a cadeia.

## Enredo
Peter Brunold, que tem apenas um olho e outro postiço, procura o escritório de Perry Mason após perder um olho de vidro, porém um olho especial, infectado em sangue que é raríssimo, Brunold teme que alguém tenha roubado seu olho de vidro para deixá-lo na cena de um posterior assassinato podendo assim incriminá-lo. Após a saída de Brunold, Mason recebe um novo cliente Henry McLane e sua irmã Berta McLane que procuram o advogado para que este auxilie-os a quitar uma dívida pendente que têm com Hartley Basset, dono de uma loja de carros, o fato é que Henry havia desfalcado nada menos que US$4.000 de Basset, e sua irmã, Berta queria pagar a dívida para que o irmão não fosse para a cadeia. E foi após tentar negociar a dívida com Hartley Basset, que Mason conheceu sua terceira cliente no mesmo dia, Sylvia Basset, esposa de Hartley, que queria auxílio do advogado em um processo de divórcio.
É então que Mason recebe uma ligação, da casa dos Basset, à meia noite, que dizia que Hartley havia agredido Hazel Fenwick, esposa de Richard Basset, filho de Sylvia adotado por Hartley, chegando ao local, o advogado encontra a mulher inconsciente sobre um divã, com Sylvia e Richard cuidando dela, Hazel diz que não foi Hartley seu verdadeiro agressor, mas sim um desconhecido que tinha apenas um olho, quase como prevendo o que viria a seguir, Mason se dirige ao escritório de Hartley onde encontra o homem morto e com uma carta suicida junto ao corpo, mas o que chamou a atenção foi a presença de nada menos que três revólveres na cena do crime, um deles com as [Digital|digitais]] de Perry Mason, dois cobertores, e o pior de tudo era o que estava nas mãos de Basset, um olho de vidro infectado em sangue. O advogado resolve tirar Hazel Fenwick da casa o mais rápido possível, como havia visto o assassino, Mason temia pela vida da jovem, e manda-a ir a seu escritório, onde Della Street a abrigaria, porém Hazel desaparece, e não é mais encontrada, e descobrem-se detalhes singulares da vida da jovem, como a grande coincidência de todos os seus maridos morrerem dias depois do casamento.
Pouco tempo depois Perry Mason é chamado por Henry McLane a um hotel, onde o cliente faria uma confissão a seu advogado, chegando ao local, Mason encontra Henry morto em seu quarto, em sua mão encontra-se um olho de vidro. Contrariando a todos, Mason precisa provar a inocência de Peter Brunold e Sylvia Basset, numa causa onde enfrentará Hamilton Burger um renomado promotor de justiça. Ao final do livro Perry Mason sofre diversas acusações de Burger, e quase vai para a cadeia, mas consegue provar além de sua inocência, a inocência de seus clientes e a identidade do assassino, porém o mérito fica para o Sargento Holcomb e Hamilton Burger.

### Personagens
- Peter Brunold-homem caolho e que usa um outro vidro, procura Mason para que o defenda de uma acusação de assassinato posterior. Peter Brunold teve em seu passado um romance com Sylvia Basset, do qual nasceu Richard Basset.
- Hartley Basset-rico empresário que é encontrado morto em seu escritório, junto a uma carta suicida.
- Sylvia Basset-esposa de Hartley, mãe de Richard Basset, e ex-amante de Peter Brunold.
- Richard Basset-filho de Sylvia Basset com Peter Brunold, é adotado por Hartley Basset, Richard é casado com Hazel Fenwick.
- Hazel Fenwick/Hazel Chalmers-jovem de 27 anos, casada com Richard Basset, é a principal testemunha do crime, pois viu o rosto do assassino, o único problema é que Hazel desapareceu e não pôde dar o testemunho, e nem apontar o verdadeiro assassino.
- Henry McLane-ex-funcionário de Hartley Basset, que desfalcou US$4.000 do patrão, e procura Mason para ajudá-lo a quitar a dívida, porém Henry também acaba sendo assassinado.
- Arthur Coleman-secretário de Hartley Basset, que diz ter visto Peter Brunold em casa dos Basset no dia do assassinato.
- Berta McLane-irmã de Henry, que tem de sustentar além do irmão, a sua mãe que mora no interior do país, mesmo com uma renda de apenas US$150, Berta pretende pagar a dívida do irmão.
- James Overton-chofer dos Basset, era pago por Hartley por serviços extras, como por exemplo vigiar Sylvia.

#### Outros Personagens
Participam também da história, além de Perry Mason, Della Street, Paul Drake, Sargento Holcomb e Hamilton Burger.